# Jens Erik Lyngsø
Jens Erik Lyngsø (død i Frederiks) var en dansk politiker, der var borgmester i Karup Kommune fra 1982 til 1989, valgt for Venstre.